# Juan Molins Parera
Juan Molins Parera (Sant Andreu del Palomar, segle XIX- Pallejà, agost de 1933) fou un empresari i polític català, fundador de la nissaga dels Molins, vinculats a Cementos Molins.
Va néixer a Sant Andreu del Palomar, i es dedicava a la indústria del ciment. Va obrir dues fàbriques, a Vallirana i Pallejà.
Com a polític, fou alcalde de Pallejà entre 1906 i 1923. Va saludar a Alfons XII durant la seva visita al municipi, i posseïa una medalla al mèrit militar.
Va ser gerent de la cimentera Sanson entre 1921 i 1928, i membre del consell d'administració.
Casat amb Elvira Figueres, va tenir quatre fills, dos nens i dues nenes. L'hereu, Francesc, no va seguir els passos del pare i es va establir pel seu compte, com a constructor. El segon fill, Joaquín Molins Figueres va unir-se al negoci familiar. Junts van fundar l'empresa Cementos Molins el febrer del 1928. Van comprar diverses patents al Grup Lafarge per fabricar ciment aluminós. Va morir el 1932, i el seu fill es va quedar el negoci familiar.
Té un carrer dedicat al seu nom a Pallejà.